# Villa Pierreard Marinoni Schmidlin
Villa Pierreard Marinoni Schmidlin è una storica residenza di Brunate in Lombardia. 

## Storia
La villa fu fatta costruire attorno al 1910 dalla contessa belga Nelly Pierreard. Ben presto, la proprietà passò alla famiglia Marinoni che la tenne per diversi decenni. Recentemente la villa è passata a Paolo Roberto Schmidlin che ne ha curato personalmente i restauri interni. 

## Architettura
La villa Pierreard Marinoni Schmidlin presenta una commistione tra lo stile modernista d'oltralpe e il gusto liberty dell'Art Nouveau. L'architettura dell'edificio, in armonia con le decorazioni pittoriche, rispecchia l'andamento verticale delle costruzioni di artisti belgi, come Van de Velde e Victor Horta. Molto probabilmente, gli architetti italiani ai quali furono commissionati i lavori di costruzione ebbero modo di conoscere lo stile dei loro colleghi belgi durante l'Esposizione universale del 1901. 
In corrispondenza dello smusso di ogni spigolo esterno, si allunga il dipinto di un albero il quale, quasi a voler sorreggere il peso di tutto l'edificio, si allarga progressivamente in prossimità dell'ultimo piano. Il risultato è un impressionante quadro d'insieme nel quale, struttura architettonica e decorazioni interne, cooperano per suggerire l'impressione di slancio. 
La verticalità della struttura è alleggerita e resa dinamica dalla piccola mansarda posta in cima all'edificio e dalla gronda sporgente rispetto allo stretto tetto.
All'interno, degna di attenzione la scalinata senza sostegni affiancata da quattro alberi dipinti che, intrecciando le loro chiome all'ultimo piano, decorano la volta a botte del soffitto.